# Charles Norwood
Charles Whitlow Norwood, Jr. (Valdosta, (Geórgia), 27 de Julho de 1941 – Augusta 13 de Fevereiro de 2007) foi um político norte-americano, ao serviço do Partido Republicano, membro da Câmara dos Representantes dos Estados Unidos desde 1995 até à sua morte. À data da sua morte, Norwood era o Representante do 10º Distrito da Geórgia.

## Início da vida e educação
Nascido em Valdosta, foi educado nas escolas públicas, na "Baylor School", uma academia militar em Chattanooga, na "Georgia Southern University" e na "Georgetown University" em Washington, D.C.. Norwood foi dentista antes de entrar para a política.
Na Baylor, Norwood envolveu-se num incidente com uma arma quando disparou e matou um amigo chegado quando os dois estavam a jogar  "quick-draw" com o que eles julgavam ser uma pistola descarregada. O acidente deu-lhe a sólida convicção que a educação e o treino são a melhor forma de controlar as armas.
Casou em 1962, com Gloria, com quem teve dois filhos, Charles e Carlton.

## Serviço militar
Norwood serviu como capitão no exército dos Estados Unidos entre 1967 e 1969, começando com uma missão no "U.S. Army Dental Corps" na base militar de Sandia em Albuquerque, Novo México. Em 1968 foi transferido para o Batalhão Médico da 173ª Brigada Aerotransportada na Guerra do Vietnam, e serviu em combate  em Quin Yon, An Khe, e na zona de aterragem inglesa em Bon Son. Durante essa campanha, participou em práticas dentárias experimentais  que são agora procedimentos correntes nas forças armadas. Norwood foi um dos primeiros participantes do exército, do programa que deixava os dentistas fora das bases de artilharia, em lugar de transferir os pacientes para áreas de tratamento na retaguarda. Ele providenciou algumas das primeiras bases de campo, de tratamentos dentários para os cães de guarda do exército, e assistiu em cuidados não dentários na unidade cirúrgica móvel.
Em reconhecimento pelo seu serviço sob condições de combate, Norwood foi distinguido com o "Combat Medical Badge" e duas "Estrelas de Bronze". Depois do Vietnam, Norwood foi designado para os "Dental Corps" em Fort Gordon, Georgia, onde serviu até  passar à disponibilidade em 1969. Tornou-se membro da "Legião Americana", dos "Veterenos das Guerras no Estrangeiro" e da "Ordem Militar das Guerras Mundiais", até à sua morte.

## Campanhas do Congresso
Em 1994, como um relativo desconhecido, derrotou o Democrata Clete Donald Johnson, Jr., tornando-se no primeiro Republicano a representar  o seu Distrito da Geórgia desde a Reconstrução.
Em 2004, Norwood recebeu 74% dos votos contra o Democrata Bob Ellis. Em 2006, recebeu 68% contra o Democrata Terry Holley.

## Carreira no Congresso
Ele foi um firme defensor de um controle da imigração apertado, e "ficou conhecido por ter posto cerca de  40 000 tropas na fronteira entre os Estados Unidos e o México. Foi co-autor de um projecto para a redução do défice, que impossibilita os imigrantes ilegais de obterem auxílio médico.
O Washington Post escreveu o seguinte como sumário da sua carreira: "O Republicano Norwood trabalhou por todo o lado durante grande parte da sua carreira para deixar uma lista dos direitos dos pacientes, com vista a dar às populações melhor acesso aos cuidados de saúde e aumentar a habilidade para processar as seguradoras. Durante mais de uma década a lista passou pela "House" duas vezes, mas falhou depois nos compromissos necessários para evitar um veto presidencial o que ocasionou a perda de apoio a Norwood, no Congresso. Ele reintroduziu a lista antes de deixar Washington, em fevereiro de 2007. Ele criticava a intromissão do Governo nas práticas pessoais e empresariais e roi um dos 33 membros da Câmara de Representantes que votou contra a renovação do "Voting Rights Act", em 2006, argumentando que isso discriminava os estados do Sul, tanto quanto o longo passado de transgressões raciais."

## Doença e Morte
Em 2004, Norwood submeteu-se a  um transplante pulmonar devido a uma fibrose pulmonar idiopática. Em Dezembro de 2006 foi submetido a quimioterapia para o cancro que se propagou ao seu fígado. Acreditou-se que a doença era causada pelas drogas  imunossupressoras que Norwood teve de tomar durante o transplante do pulmão. Depois da reunião do Congresso, em Janeiro de 2007, Norwood perdeu a maior parte das sessões devido à fraqueza  provocada pela quimioterapia.
Durante a apresentação do "Estado da União" agendada para 23 de Janeiro de 2007, o Presidente George W. Bush notou a falta do congressista Norwood a partir do Hall da "House" e fez votos para que tivesse uma rápida recuperação.
No dia 7 de Fevereiro, o gabinete de Norwood anunciou que antecedera o tratamento para o cancro, e deveria regressar a Augusta (Geórgia),  para receber cuidados hospitalares em regime de internamento.
Norwood morreu cerca de uma semana depois, no dia 13 de Fevereiro, aos 65 anos de idade. Aproximadamente às 14h02 (hora da costa Leste) do dia da sua morte, fizeram-se alguns minutos de silêncio por Norwood, no andar térreo da Câmara de Representantes.  Esses momentos de silêncio foram repetidos às 14h21, a pedido da delegação de congressistas pela Geórgia.
Norwood deixou esposa, dois filhos e quatro netos. George W. Bush disse que ele e a sua esposa Laura estavam entristecidos pela morte de Norwood. "Charlie era um bom amigo e um forte e fogoso legislador,  que sempre vincou os seus princípios, recordando que era seu dever representar os interesses dos cidadãos do seu Distrito", disse Bush num comunicado emitido pela Casa Branca.